# Ana Roje
Ana Roje (Split, 17. listopada 1909. – Šibenik, 17. ožujka 1991.), hrvatska balerina, pedagoginja i koreografkinja.

## Životopis
Usavršavala se u Londonu. Sa suprugom Oskarom Harmošem priređivala je baletne koncerte. Od 1938. godine bila je pedagoginja u trupama Ballets russes de Monte-Carlo i Colonel de Basil. Od 1941. godine vodila je sa suprugom splitski, a zatim zagrebački Balet, gdje je bila primabalerina. Godine 1953. je osnovala Međunarodnu baletnu školu u Kaštel Kambelovcu. Odlazi u Ameriku, gdje održava stručne tečajeve o pedagogiji Lagata, a potkraj života vraća se u Split. Dobila je mnoge nagrade, među kojima i nagradu "Vladimir Nazor" za životno djelo.